# Manuel Marrero Cruz
Manuel Marrero Cruz (n. 11 iulie 1963, Holguín Province⁠(d), Cuba) este un politician cubanez, în prezent prim-ministru al Cubei și primul care ocupă această funcție după reînființarea ei în decembrie 2019, la 43 de ani de la desființarea postului în 1976. Ultimul prim-ministru înainte de desființare a fost Fidel Castro. Marrero este, astfel, prima persoană care deține funcția de prim-ministru al Cubei după o pauză de 43 de ani.
Membru al Partidului Comunist din Cuba, el a fost ministru al turismului timp de mulți ani, din 2004 până la numirea sa ca prim-ministru în decembrie 2019. În timpul mandatului său ca ministru al turismului, Cuba a cunoscut o creștere semnificativă a acestui sector. De profesie arhitect, Marrero a lucrat în cadrul Gaviota, ramura turistică a armatei cubaneze, unde a deținut și gradul de colonel.

## Biografie
Manuel Marrero Cruz s-a născut în iulie 1963, în provincia estică Holguín. Este de profesie arhitect și a intrat în industria turismului în 1990. A început ca investitor în cadrul Grupului Gaviota, devenind ulterior șef al grupului tehnic de investiții, director adjunct și apoi director general al hotelului Río de Luna, precum și delegat adjunct al Gaviota pentru provinciile estice. A fost director general al complexului hotelier Varadero Azul, prim-vicepreședinte și, în cele din urmă, președinte al Gaviota. În 2004, a preluat conducerea Ministerului Turismului, fiind numit în funcție de Fidel Castro. A rămas în acest post până în decembrie 2019, când a fost numit prim-ministru al Cubei. Succesorul său la conducerea Ministerului Turismului a fost Juan Carlos García Grada.

### Prim-ministru al Cubei
În urma referendumului constituțional cubanez din 2019, funcția de prim-ministru al Cubei a fost reînființată pentru prima dată de la desființarea acesteia în 1976, când fusese ocupată ultima dată de Fidel Castro. Președintele Miguel Díaz-Canel l-a nominalizat oficial pe Manuel Marrero pentru funcția de prim-ministru, iar numirea sa a fost ratificată în unanimitate de cei 594 de deputați ai Adunării Naționale.
La scurt timp după numire, a apărut o controversă legată de stilul de viață opulent al fiului său, în contrast cu viața de zi cu zi a populației cubaneze.
Conform noii constituții cubaneze, mandatul prim-ministrului este limitat la cinci ani. Patru ani mai târziu, Marrero a fost reales și în Adunarea Națională a Puterii Populare. În cadrul primei sesiuni, în primăvara anului 2023, a fost reconfirmat în funcția de șef al guvernului cubanez.